# Chorisoneura calogramma
Chorisoneura calogramma es una especie de cucaracha del género Chorisoneura, familia Ectobiidae. Fue descrita científicamente por Walker en 1868.
Habita en Brasil.